# Риготти, Карло
Карло Риготти (итал. Carlo Rigotti, 10 февраля 1906, Триест, Королевство Италия — 5 сентября 1983, Аркоре, Италия) — итальянский футболист и тренер.

## Карьера
В качестве футболиста начинал свою карьеру в родной «Триестине». С 1932 по 1938 год Риготти выступал за «Милан», а после ухода из него он завершал свою карьеру в «Новаре». В Серии А защитник провел 282 матча, в которых он забил один гол.
Перестав играть, Риготти возглавил «Новару». В течение долгих лет специалист работал с несколькими известными итальянскими командами, а также с швейцарским «Кьяссо».

## Достижения

### Футболиста
- Бронзовый призёр чемпионата Италии: 1937/38

### Тренера
- Чемпион Серии B (2): 1946/47, 1947/48